# Copa Ouro da CONCACAF de 2007
A Copa Ouro da CONCACAF 2007 foi a nona edição do torneio de futebol realizado pela Confederação da América do Norte, Central e Caribe de Futebol.
A competição realizou-se nos Estados Unidos entre os dias 6 e 24 de junho. O país anfitrião do torneio sagrou-se campeão ao derrotar o México na final por 2-1. Além do título, a equipe estadunidense garantiu uma vaga na Copa das Confederações de 2009 que se realizará na África do Sul.
Além do título norte-americano, uma dos destaques da Copa Ouro foi a Seleção de Guadalupe, onde seu principal jogador, Jocelyn Angloma (com passagem também pela Seleção Francesa), era a grande atração do time, aos 41 anos de idade. Mesmo com idade considerava avançada para um atleta profissional, Angloma entrou para a história como sendo o mais velho a marcar um gol no torneio, na vitória de Guadalupe sobre o Canadá.[carece de fontes?]

## Nações participantes
Automaticamente classificados
- Estados Unidos (país-sede)
- México
- Canadá

Classificados através da Copa das Nações do Caribe 2007
- Haiti (campeão)
- Trinidad e Tobago (vice-campeão)
- Cuba (3º colocado)
- Guadalupe (4º colocado)

Classificados através da Copa das Nações da UNCAF 2007
- Costa Rica (campeão)
- Panamá (vice-campeão)
- Guatemala (3º colocado)
- El Salvador (4º colocado)
- Honduras (5º colocado)

## Sedes
| Cidade          | Estádio               |
| --------------- | --------------------- |
| Chicago         | Soldier Field         |
| Foxborough      | Gillette Stadium      |
| Houston         | Reliant Stadium       |
| Miami           | Orange Bowl Stadium   |
| East Rutherford | Giants Stadium        |
| Carson          | The Home Depot Center |

## Primeira fase
Na primeira fase, as doze equipes participantes são divididas em três grupos de cada equipe cada. As duas melhores equipes de cada grupo, mais os dois melhores terceiros colocados, avançam as quartas de final.
|  | Classificados às quartas |  | Dois melhores terceiros colocados |

### Grupo A
| Pos | Time       | Pts | J | V | E | D | GP | GC | SG |
| --- | ---------- | --- | - | - | - | - | -- | -- | -- |
| 1   | Canadá     | 6   | 3 | 2 | 0 | 1 | 5  | 3  | 2  |
| 2   | Costa Rica | 4   | 3 | 1 | 1 | 1 | 3  | 3  | 0  |
| 3   | Guadalupe  | 4   | 3 | 1 | 1 | 1 | 3  | 3  | 0  |
| 4   | Haiti      | 2   | 3 | 0 | 2 | 1 | 2  | 4  | -2 |

Todas as partidas estão no horário local.
| 6 de junho de 2007 19:00 | Costa Rica  | 1–2 | Canadá             | Orange Bowl, Miami Público: 17.420 Árbitro: Enrico Wijngaarde SUR |
|                          | Centeno 83' |     | de Guzmán 57', 73' |                                                                   |

| 6 de junho de 2007 21:00 | Guadalupe  | 1–1 | Haiti         | Orange Bowl, Miami Público: 17.420 Árbitro: Terry Vaughn USA |
|                          | Fiston 54' |     | Chery 36' (P) |                                                              |

| 9 de junho de 2007 19:00 | Canadá    | 1–2 | Guadalupe                 | Orange Bowl, Miami Público: 25.000 Árbitro: Neal Brizan TRI |
|                          | Gerba 35' |     | Angloma 10' Fleurival 37' |                                                             |

| 9 de junho de 2007 21:00 | Haiti         | 1–1 | Costa Rica  | Orange Bowl, Miami Público: 25.000 Árbitro: Courtney Campbell JAM |
|                          | Boucicaut 71' |     | Centeno 62' |                                                                   |

| 11 de junho de 2007 19:00 | Costa Rica  | 1–0 | Guadalupe | Orange Bowl, Miami Público: 15.892 Árbitro: Enrico Wijngaarde SUR |
|                           | Centeno 14' |     |           |                                                                   |

| 11 de junho de 2007 21:00 | Haiti | 0–2 | Canadá                  | Orange Bowl, Miami Público: 15.892 Árbitro: Marco Rodriguez MEX |
|                           |       |     | de Rosario 31', 35' (P) |                                                                 |

### Grupo B
| Pos | Time              | Pts | J | V | E | D | GP | GC | SG |
| --- | ----------------- | --- | - | - | - | - | -- | -- | -- |
| 1   | Estados Unidos    | 9   | 3 | 3 | 0 | 0 | 7  | 0  | 7  |
| 2   | Guatemala         | 4   | 3 | 1 | 1 | 1 | 2  | 2  | 0  |
| 3   | El Salvador       | 3   | 3 | 1 | 0 | 2 | 2  | 6  | -4 |
| 4   | Trinidad e Tobago | 1   | 3 | 0 | 1 | 2 | 2  | 5  | -3 |

| 7 de junho de 2007 18:00 | Estados Unidos | 1–0 | Guatemala | Home Depot Center, Carson Público: 21.334 Árbitro: José Pineda HON |
|                          | Dempsey 26'    |     |           |                                                                    |

| 7 de junho de 2007 20:00 | El Salvador          | 2–1 | Trinidad e Tobago | Home Depot Center, Carson Público: 21.334 Árbitro: German Arredondo MEX |
|                          | Sánchez 38' Alas 81' |     | Spann 8'          |                                                                         |

| 9 de junho de 2007 12:00 | Guatemala     | 1–0 | El Salvador | Home Depot Center, Carson Público: 27.000 Árbitro: Javier Jaurequi AHO |
|                          | Contreras 68' |     |             |                                                                        |

| 9 de junho de 2007 14:00 | Trinidad e Tobago | 0–2 | Estados Unidos        | Home Depot Center, Carson Público: 27.000 Árbitro: Roberto Moreno PAN |
|                          |                   |     | Ching 29' Johnson 54' |                                                                       |

| 12 de junho de 2007 19:00 | Estados Unidos                             | 4–0 | El Salvador | Gillette Stadium, Foxborough Público: 26.523 Árbitro: Benito Archundia MEX |
|                           | Beasley 34', 90' Donovan 45'+ Twellman 73' |     |             |                                                                            |

| 12 de junho de 2007 21:00 | Trinidad e Tobago | 1–1 | Guatemala | Gillette Stadium, Foxborough Público: 26.523 Árbitro: José Pineda HON |
|                           | McFarlane 87'     |     | Ruiz 83'  |                                                                       |

### Grupo C
| Pos | Time     | Pts | J | V | E | D | GP | GC | SG |
| --- | -------- | --- | - | - | - | - | -- | -- | -- |
| 1   | Honduras | 6   | 3 | 2 | 0 | 1 | 9  | 4  | 5  |
| 2   | México   | 6   | 3 | 2 | 0 | 1 | 4  | 3  | 1  |
| 3   | Panamá   | 4   | 3 | 1 | 1 | 1 | 5  | 5  | 0  |
| 4   | Cuba     | 1   | 3 | 0 | 1 | 2 | 3  | 9  | -6 |

| 8 de junho de 2007 19:00 | Panamá                             | 3–2 | Honduras                 | Giants Stadium, East Rutherford Público: 20.230 Árbitro: Mauricio Navarro CAN |
|                          | Rivera 33' B. Pérez 42' Garcés 83' |     | Guevara 40' Costly 90'+2 |                                                                               |

| 8 de junho de 2007 21:00 | México                    | 2–1 | Cuba          | Giants Stadium, East Rutherford Público: 20.230 Árbitro: Joel Aguilar ELS |
|                          | Borgetti 38' Castillo 56' |     | Alcántara 23' |                                                                           |

| 10 de junho de 2007 16:00 | Honduras        | 2–1 | México         | Giants Stadium, East Rutherford Público: 68.123 Árbitro: Walter Quesada CRC |
|                           | Costly 57', 90' |     | Blanco 29' (P) |                                                                             |

| 10 de junho de 2007 18:00 | Panamá                  | 2–2 | Cuba                     | Giants Stadium, East Rutherford Público: 68.123 Árbitro: Lee Davis TRI |
|                           | Garcés 14' B. Pérez 45' |     | Colomé 27' Alcántara 74' |                                                                        |

| 13 de junho de 2007 19:00 | Cuba | 0–5 | Honduras                                | Reliant Stadium, Houston Público: Árbitro: Joel Aguilar ELS |
|                           |      |     | Pavón 3', 12', 42', 53' Guevara 90' (P) |                                                             |

| 13 de junho de 2007 21:00 | México      | 1–0 | Panamá | Reliant Stadium, Houston Público: 68.417 Árbitro: Carlos Batres GUA |
|                           | Salcido 60' |     |        |                                                                     |

## Fase final
|  | Quartas de final | Quartas de final | Quartas de final |                |                | Semifinal      | Semifinal | Semifinal |  |  | Final | Final | Final |  |
|  |                  |                  |                  |                |                |                |           |           |  |  |       |       |       |  |
|  | A1               | Canadá           | 3                |                |                |                |           |           |  |  |       |       |       |  |
|  | A1               | Canadá           | 3                |                |                |                |           |           |  |  |       |       |       |  |
|  | B2               | Guatemala        | 0                |                |                |                |           |           |  |  |       |       |       |  |
|  | B2               | Guatemala        | 0                |                | Canadá         | Canadá         | 1         |           |  |  |       |       |       |  |
|  |                  |                  |                  |                | Canadá         | Canadá         | 1         |           |  |  |       |       |       |  |
|  |                  |                  | Estados Unidos   | Estados Unidos | 2              |                |           |           |  |  |       |       |       |  |
|  | B1               | Estados Unidos   | Estados Unidos   | Estados Unidos | 2              | 2              |           |           |  |  |       |       |       |  |
|  | B1               | Estados Unidos   |                  |                |                |                |           |           |  |  |       |       |       |  |
|  | 3                | Panamá           | 1                |                |                |                |           |           |  |  |       |       |       |  |
|  | 3                | Panamá           | 1                |                | Estados Unidos | Estados Unidos | 2         |           |  |  |       |       |       |  |
|  |                  |                  |                  |                |                |                |           |           |  |  |       |       |       |  |
|  |                  |                  | México           | México         | 1              |                |           |           |  |  |       |       |       |  |
|  | C1               | Honduras         | México           | México         | 1              | 1              |           |           |  |  |       |       |       |  |
|  | C1               | Honduras         |                  |                |                |                |           |           |  |  |       |       |       |  |
|  | 3                | Guadalupe        | 2                |                |                |                |           |           |  |  |       |       |       |  |
|  | 3                | Guadalupe        | 2                |                | Guadalupe      | Guadalupe      | 0         |           |  |  |       |       |       |  |
|  |                  |                  |                  |                | Guadalupe      | Guadalupe      | 0         |           |  |  |       |       |       |  |
|  |                  |                  | México           | México         | 1              |                |           |           |  |  |       |       |       |  |
|  | C2               | México           | México           | México         | 1              | 1              |           |           |  |  |       |       |       |  |
|  | C2               | México           |                  |                |                |                |           |           |  |  |       |       |       |  |
|  | A2               | Costa Rica       | 0                |                |                |                |           |           |  |  |       |       |       |  |

### Quartas de final
| 16 de junho de 2007 13:00 | Canadá                        | 3–0 | Guatemala | Gillette Stadium, Foxborough Público: 22.412 Árbitro: Courtney Campbell JAM |
|                           | Gerba 17', 32' de Rosario 44' |     |           |                                                                             |

| 16 de junho de 2007 16:00 | Estados Unidos            | 2–1 | Panamá       | Gillette Stadium, Foxborough Público: 22.412 Árbitro: Neal Brizan TRI |
|                           | Donovan 60' Bocanegra 62' |     | B. Pérez 85' |                                                                       |

| 17 de junho de 2007 15:00 | México       | 1–0 (pro) | Costa Rica | Reliant Stadium, Houston Público: 70.092 Árbitro: Terry Vaughn USA |
|                           | Borgetti 97' |           |            |                                                                    |

| 17 de junho de 2007 18:00 | Honduras  | 1–2 | Guadalupe               | Reliant Stadium, Houston Público: 70,092 Árbitro: Mauricio Navarro CAN |
|                           | Pavón 70' |     | Angloma 17' Socrier 20' |                                                                        |

### Semifinal
| 21 de junho de 2007 19:00 | Canadá   | 1–2 | Estados Unidos             | Soldier Field, Chicago Público: 50.760 Árbitro: Benito Archundia MEX |
|                           | Hume 76' |     | Hejduk 39' Donovan 45' (P) |                                                                      |

| 21 de junho de 2007 22:00 | México    | 1–0 | Guadalupe | Soldier Field, Chicago Público: 50.760 Árbitro: Roberto Moreno PAN |
|                           | Pardo 70' |     |           |                                                                    |

### Final
| 24 de junho de 2007 15:00 | Estados Unidos                | 2–1 | México      | Soldier Field, Chicago Público: 50.760 Árbitro: Carlos Batres GUA |
|                           | Donovan 62' (P) Feilhaber 73' |     | Guardado 44 |                                                                   |

## Premiação
| Copa Ouro 2007                     |
| ---------------------------------- |
| ESTADOS UNIDOS Campeão (4º título) |

| Artilheiro:  | Melhor jogador:  | Melhor goleiro: | Prêmio Fair Play: |
| ------------ | ---------------- | --------------- | ----------------- |
| Carlos Pavón | Julián de Guzmán | Franck Grandel  | Honduras          |

## Equipe ideal
O Grupo de Estudos Técnicos da CONCACAF escolheu uma equipe com os onze melhores jogadores da Copa Ouro, e também fez uma tabela com outros nove atletas que se destacaram (incluiu também duas menções honrosas).
A escolha do onze ideal foi baseada nas oito seleções que chegaram às quartas-de-final (Canadá, Guatemala, EUA, Panamá, Honduras, Guadalupe, México e Costa Rica).
| All-Star Team  | All-Star Team                                               | All-Star Team                                               | All-Star Team           |
| Goleiro        | Defensores                                                  | Meio-campistas                                              | Atacantes               |
| -------------- | ----------------------------------------------------------- | ----------------------------------------------------------- | ----------------------- |
| Franck Grandel | Felipe Baloy Richard Hastings Frankie Hejduk Carlos Salcido | Walter Centeno Julián de Guzmán Pablo Mastroeni Pável Pardo | Carlos Pavón Blas Pérez |

| Menções honrosas | Menções honrosas               | Menções honrosas                 | Menções honrosas               |
| Goleiros         | Defensores                     | Meio-campistas                   | Atacantes                      |
| ---------------- | ------------------------------ | -------------------------------- | ------------------------------ |
| José Porras      | Samuel Caballero Paul Stalteri | DaMarcus Beasley Andrés Guardado | Jocelyn Angloma Landon Donovan |

## Artilharia
5 gols
- Carlos Pavón

4 gols
- Landon Donovan

3 gols
- Dwayne De Rosario
- Ali Gerba
- Carlos Costly
- Blas Pérez
- Walter Centeno

2 gols
- Julián de Guzmán
- Reynier Alcántara
- Jocelyn Angloma
- Amado Guevara
- Jared Borgetti
- José Luis Garcés
- DaMarcus Beasley

1 gol
- Iain Hume
- Jaime Colomé
- Dennis Jonathan Alas
- Ramón Alfredo Sánchez
- Cédrick Fiston
- David Fleurival
- Richard Socrier
- José Manuel Contreras
- Carlos Ruiz
- Alexandre Boucicaut
- Mones Chery
- Cuauhtémoc Blanco
- Nery Castillo
- Andrés Guardado
- Pavel Pardo
- Carlos Salcido
- Carlos Rivera
- Silvio Spann
- Errol McFarlane
- Benny Feilhaber
- Carlos Bocanegra
- Brian Ching
- Clint Dempsey
- Frankie Hejduk
- Eddie Johnson
- Taylor Twellman